# マルティニークにおけるコーヒー生産

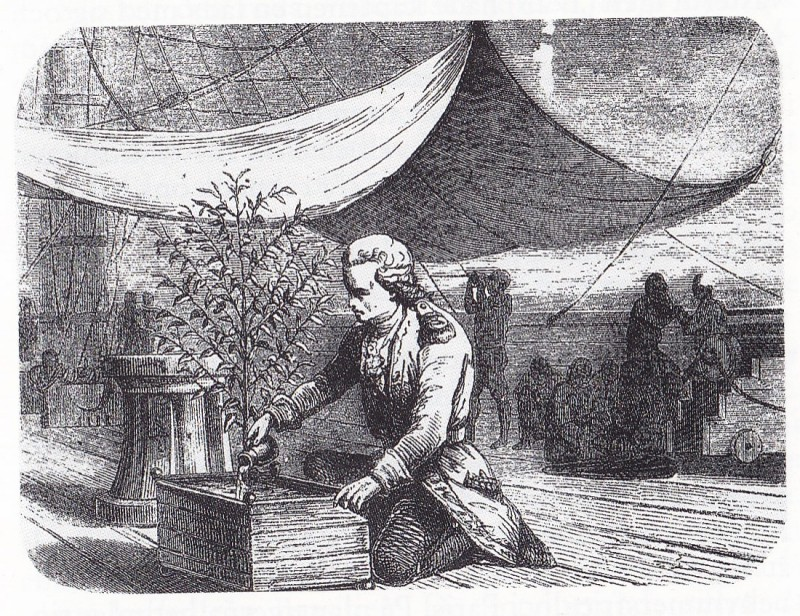
ガブリエル・ド・クリューとコーヒーの苗木

マルティニークにおけるコーヒー生産は1732年にフランスの海軍将校ガブリエル・ド・クリューによって開始された。後にフランス領マルティニークから他のカリブ海諸国や南アメリカにコーヒーが広まった。

## 歴史
ルイ15世は反対したが、ド・クリューは王立パリ植物園からコーヒーの苗木を持ち出し、マルティニークに植樹した。コーヒーの苗木をマルティニークに輸送する途中、ド・クリューは、海賊との遭難や大西洋での嵐など様々な困難に直面した。コーヒーの苗木を入れていたガラスの箱は航海中に壊れた。水不足の際には配給された自身の水を苗木に分け与えた。ようやくグアドループに辿り着くと、そこに灌木を植えた。数年のうちには、マルティニークにコーヒープランテーションが建設された。
コーヒープランテーションは急増し、1727年11月7日の地震までに、17万本の木が植えられるまでになった。入植者たちの根気と忍耐、そして黒人奴隷の過酷な労働により、フランス全土の消費量を上回る量のコーヒーが生産されるようになった。マルティニークからコーヒーノキがサントドミンゴやグアドループなどなどの近隣の島や中南米にも移植された。

## 生産量
国際連合食糧農業機関の2013年の統計によると、グリーンコーヒーの生産量は25トンであり、作付面積は30ヘクタール、1ヘクタールあたりの生産高は21,875ヘクトグラムである。

## 脚註
- この記事には現在パブリックドメインとなったPan American Union's Coffee: Extensive Information and Statistics (1902)からの記述が含まれています。

1. 1 2 3  “The History of Coffee”.   National Coffee Association. 2015年6月9日閲覧。
2. ↑  Robertson 2010, p. 10.
3. ↑  Pan American Union 1902, p. 7.
4. ↑  “Filters / Production / Crops: Coffee, green”.   FAO Organization. 2016年4月21日閲覧。